# Jack Fitzgerald
Jack Fitzgerald fou un ciclista australià, professional des del 1923 fins al 1937. S'especialitzà en les curses de sis dies.

## Palmarès
- 1922
  - 1r a l'Austral Wheel Race
- 1927
  - 1r als Sis dies de Sydney (amb Ken Ross)